# Rašský okruh
Rašský okruh (srbsky Raški okrug, cyrilicí Рашки округ) je administrativní jednotka v Srbsku. Je jedním z osmi okruhů statistického regionu Šumadija a Západní Srbsko. Na západě sousedí s Černou Horou (konkrétně opštinami Bijelo Polje, Petnjica a Rožaje), na jihovýchodě s Kosovem (konkrétně s Kosovskomitrovickým a Pećským okruhem), na východě s Rasinským okruhem, na severu se Šumadijským okruhem, na severozápadě s Moravickým okruhem a na západě se Zlatiborským okruhem. Je pojmenován podle regionu Raška, ve kterém se nachází.

## Geografie
V roce 2011 zde žilo 309 258 obyvatel. Rozloha okruhu je 3 918 km². Správním střediskem a největším městem Rašského okruhu je Kraljevo, které je zároveň desátým největším srbským městem. Druhým největším městem, ve kterém žije pouze o dva tisíce méně obyvatel než v Kraljevu, je Novi Pazar.
Rašský okruh je po celém svém území hornatý, jelikož se na jeho území rozkládají pohoří Čemerno a Kopaonik. Pouze v okolí města Kraljevo se rozprostírá nížinaté údolí řeky Západní Moravy. Nejvyššími vrcholy jsou Pančićev vrh (2 017 m), Željin (1 784 m) a Kukavica (1 726 m).

## Administrativní dělení
V Rasinském okruhu se nachází celkem 9 měst: Baljevac na Ibru, Jošanička Banja, Kraljevo, Mataruška Banja, Novi Pazar, Raška, Ribnica, Tutin a Vrnjačka Banja. Města Kraljevo, Novi Pazar, Raška, Tutin a Vrnjačka Banja jsou zároveň středisky stejnojmenných opštin.

## Národnostní složení
| Národnost  | Populace | Procenta |
| ---------- | -------- | -------- |
| Srbové     | 188,208  | 60,86 %  |
| Bosňáci    | 105,488  | 34,11 %  |
| Muslimani  | 5,255    | 1,7 %    |
| Romové     | 2,435    | 0,79 %   |
| Černohorci | 740      | 0,24 %   |
| Gorani     | 334      | 0,11 %   |
| Makedonci  | 289      | 0,09 %   |
| Albánci    | 267      | 0,09 %   |
| Chorvati   | 215      | 0,07 %   |
| Jugoslávci | 214      | 0,07 %   |
| Ostatní    | 5 813    | 1,88 %   |